# Yevgeni Gennadyevich Cheremisin
Bản mẫu:Eastern Slavic name
Yevgeni Gennadyevich Cheremisin (tiếng Nga: Евгений Геннадьевич Черемисин; sinh ngày 29 tháng 2 năm 1988) là một cầu thủ bóng đá người Nga thi đấu cho Neftchi FK.

## Sự nghiệp
Cheremisin ra mắt cho Rubin Kazan ngày 13 tháng 7 năm 2010 trong trận đấu tại Cúp bóng đá Nga trước FC Volgar-Gazprom Astrakhan.

## Danh hiệu
- Siêu cúp bóng đá Nga: 2010